# Staroruski jezik
Staroruski jezik (ISO 639: orv), povijesni istočnoslavenski jezik koji se govorio između 10. i 17. stoljeća. Nastao je od raznih istočnoslavenskih plemenskih dijalekata nakon što je princ Oleg u 9. stoljeću ujedinio novgorodsku i kijevsku kneževinu. 
Na području današnje Ukrajine, Bjelorusije i zapadne Rusije iz njega se postupno razvijaju suvremeni bjeloruski [bel], ruski [rus] i ukrajinski [ukr] jezici. U Kijevu je na njemu između 10. i 13. stoljeća napisana bogata literatura